# Revista ERES
Revista ERES fue una revista publicada en México, que llegó a ser publicada para parte de Latinoamérica y la población latina en Estados Unidos. La revista fue publicada por Editorial Televisa, subsidiaria de Grupo Televisa, se publicó por primera vez en 1988 hasta 2012. El eslogan de la misma era «¿Y tú quien eres?». La publicación estaba dirigida al público adolescente y joven, con temas de su interés como música, cine, televisión, moda, consejos, test, ayuda y entrevistas. Cada portada generalmente consistía en dos artistas.
En 2018 la revista hizo su reaparición en el mercado mexicano, lanzando su sitio web y redes sociales. El 16 de mayo de 2018 se realizó nuevamente la edición de los premios, siendo en 2019 la última entrega llevado a cabo en México.

## Historia

### Inicio
La idea de la revista surgió en 1988, de parte de Editorial Televisa, buscando una revista enfocada en el público joven. Para su presentación se hizo una campaña en TV con el consabido eslogan "¿Y tú quien eres?" con las dos sombras de los primeros artistas que engalanarían la portada debut. El primer número apareció el 16 de septiembre de 1988, teniendo en portada a Sasha Sökol y Luis Miguel, dos de las estrellas juveniles del momento. La publicación se caracterizaba por poner en portada a dos artistas (Principalmente cantantes, pero también actores, deportistas y modelos), la mayoría de las veces un hombre y una mujer, aunque también hubo la inclusión de grupos completos, si bien al principio solo se colocaba a uno o dos miembros del grupo. Cada número era muy esperado por el público, en una época donde el internet no existía, las revistas eran una de las fuentes de información para conocer más a los artistas favoritos. Durante el final de los años 80, la publicación encontró un nicho importante y creció. Artistas como la mayor parte de los integrantes del grupo Timbiriche, las integrantes de Flans, Luis Miguel, Gustavo Cerati, entre otros aparecieron en portada.
Iniciando los años 90, la publicación creció en número de lectores. Para 1990 introdujo "Especiales de música" cada seis meses, donde hacían un resumen musical con los mejores discos, canciones y artistas. Estas ediciones no tenían en portada a ningún artista en particular en sus primeros números, simplemente era un collage de varios. Finalmente con los años cambiaron e incluyeron a un solo artista o grupo en portada, destacando para finales de los 90 y principios de 2000, artistas internacionales como Garbage, Green Day, Hanson, Alanis Morissette, Britney Spears, Backstreet Boys, Ilegales, Spice Girls o Jon Bon Jovi. Otras ediciones especiales como de Belleza para hombres y mujeres, Bodas, se realizaron. Durante los 90 varios artistas latinos que comenzaban a despuntar aparecieron en portada, tales como Shakira, Ricky Martin, Alejandro Sanz, Enrique Iglesias, Mónica Naranjo, y La Ley. Mientras cantantes y grupos nacionales como Caifanes, Yuri, Fey, Paulina Rubio, Thalía, Maná, Gloria Trevi, Alejandra Guzmán, entre otros, solían aparecer con frecuencia. Luis Miguel solía aparecer en los números de Aniversario y fue el artista con más apariciones en la publicación, aunque a partir de su cuarta portada ya no apareció acompañado. La imagen de la revista se renovaba cada determinado tiempo, manteniéndola fresca. 
La revista inició el nuevo milenio manteniéndose como una de las revistas predilectas de la juventud, pero la nueva oferta de revistas juveniles fue paulatinamente afectándole, así mismo un mayor acceso a internet en la población mexicana y nuevas tendencias de consumo hicieron mella. La imagen siempre cambiante logró que la revista sobreviviera hasta su última edición de diciembre de 2012, cuya portada tuvo a la cantante María José y a Dan Masciarelli. La publicación ERES Niños apareció por primera vez en los 2000, su último número fue publicado a mediados del 2015.

## Reaparición
A casi treinta años de su primera publicación, la revista regresó al mercado con el anuncio de su sitio web, así como aparición en redes sociales, actualmente solo se puede apreciar la edición digital en línea.

## Premios ERES
Los Premios Eres fueron una premiación entregada por la revista ERES. Su primera edición se llevó a cabo en 1991, los cuales premiaban a lo mejor de la música y la televisión, en su momento también lo mejor del teatro, el cine, el radio e incluso comerciales. Las nominaciones eran elegidas por los lectores desde un mes antes de la ceremonia. La ceremonia de premios se transmitía en televisión, con presentaciones en vivo. La última edición se llevó a cabo en el 2001, luego de 10 años de premiaciones. Previo a la primera entrega, el grupo Caló y Sasha Sökol grabaron el tema «Eres», tema oficial de la revista y los premios; el cual se lanzó a la venta.
La premiación fue renovada 17 años en el 2018, contando con dieciocho categorías, estas principalmente enfocadas en el contenido digita, la ceremonia continuó hasta el año siguiente hasta que volvió a ser descontinuada, durando solo dos ediciones.

## Ediciones conmemorativas
- Primer número: Sasha y Luis Miguel
- Primer aniversario: Luis Miguel y Thalía
- Número 100: Collage con el número 100
- Número 200: Figuras con los nombres de los colaboradores de la revista
- Número 300: Paulina Rubio
- Último número: María José y Dan Masciarelli

## En la cultura popular
- En la exitosa obra mexicana Mentiras: el musical se hace referencia a la revista cuando el  personaje de Daniela le comenta al personaje de Yuri que: «Leyó en la Eres que el cigarro es malísimo para el cutis».